# Foot Locker

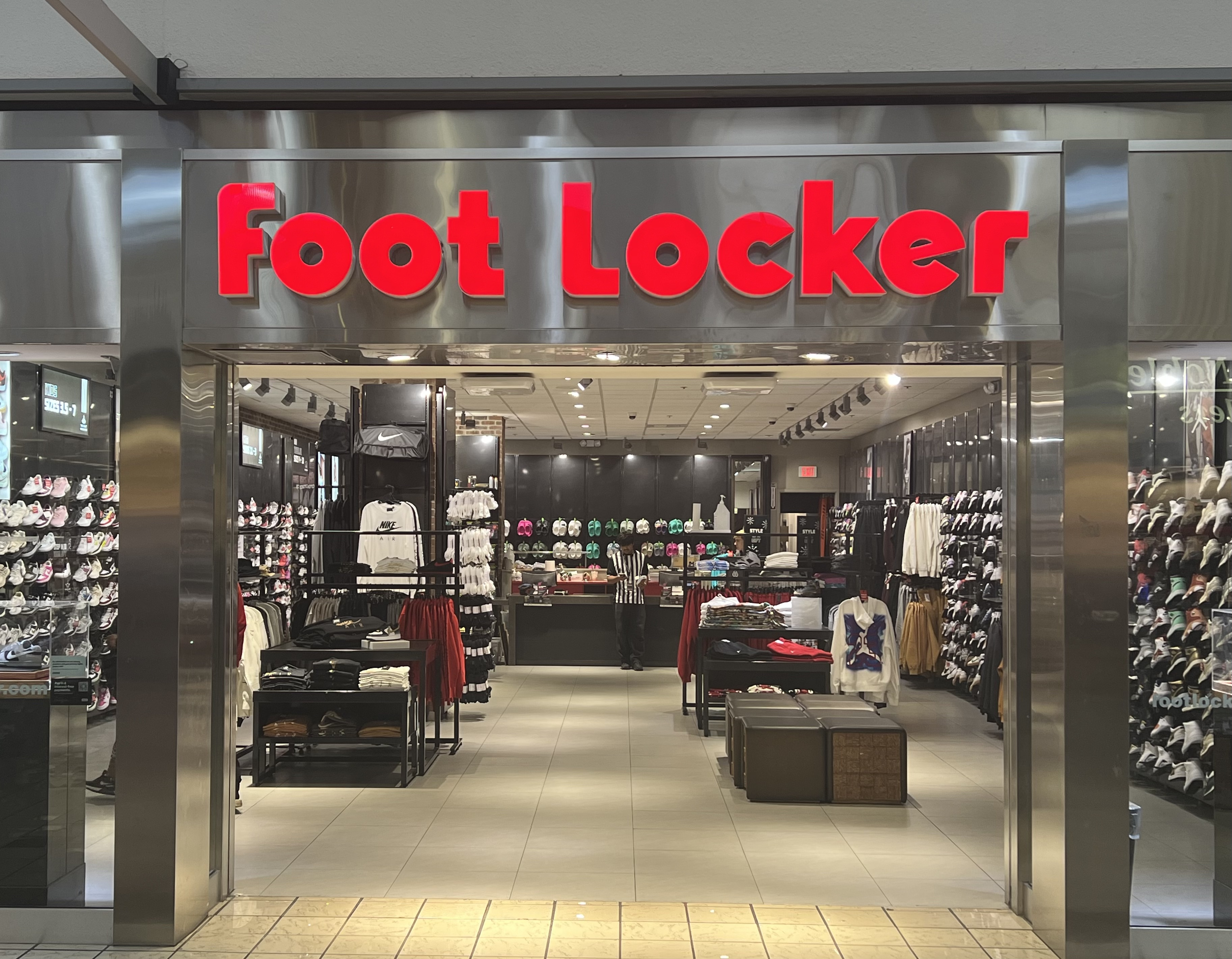
Foot Locker Filiale in Stockton, Kalifornien

Foot Locker ist eine 1974 in den USA gegründete international tätige Handelskette von Ladengeschäften im Sportbereich und seit 2001 die Nachfolgegesellschaft der Einzelhandelskette Woolworth mit Hauptsitz in New York City.

## Unternehmen
Zu dem Unternehmen gehörten (Stand: 2013) neben der Ladenkette Foot Locker (fast 2.000 Ladengeschäfte in 21 Ländern) und den Untermarken Lady Foot Locker (über 400 Ladengeschäfte in den USA) sowie Kids Foot Locker (über 300 Ladengeschäfte in den USA) die Einzelhandelsketten Footaction USA (über 300 Geschäfte in den USA), Champs Sports (über 550 Geschäfte in den USA und Kanada), Eastbay (Onlineshop in den USA) und CCS (Onlineshop für Skater mit zwei Ladengeschäften). Hauptsächlich werden Turnschuhe, Sneakers und Sport-Bekleidung, insbesondere von ausgewählten Trendmarken verkauft.
Größte Aktionäre sind (Stand: Mai 2024) BlackRock, Vesa Equity Investment (eine von dem tschechischen Unternehmer Daniel Křetínský gemeinsam mit Patrik Tkáč gehaltene Beteiligungsgesellschaft) und Vanguard.

## Geschichte
Woolworth hatte 1963 die 1894 in New York City gegründete Kinney Shoes Corporation aufgekauft, die als Tochterunternehmen von Woolworth ab 1974 zunächst in Kalifornien Sportschuhgeschäfte unter der Marke Foot Locker betrieb. 1998 benannte sich die Woolworth Corporation in Venator Group, Inc., um. Im Jahr 2001 änderte die Venator Group ihren Namen in Foot Locker, Inc.
Die ersten Filialen von Foot Locker wurden 1974 eröffnet. Mitte der 2000er Jahre betrieb das Unternehmen in Europa zwischen 450 und 480 Filialen. 2013 erfolgte die Übernahme von Runners Point. Am 3. Februar 2018 hatte Foot Locker insgesamt 3310 Filialen in den USA, Kanada, Europa, Asien und Australien. Am 19. Mai 2020 gab Foot Locker die Schließung des Tochterunternehmens Runners Point bekannt.
In Deutschland ist Foot Locker seit den 1980er Jahren präsent. Das Unternehmen fiel hier durch Praktiken des Union Busting auf, bei dem unbequeme Betriebsräte systematisch gemobbt und entlassen werden, um die Belegschaft von der wirksamen Wahrnehmung von Arbeitnehmerrechten auszuschließen.